# Ouagadou
Ouagadou è un comune rurale del Mali facente parte del circondario di Nara, nella regione di Koulikoro.

## Amministrazione

### Gemellaggi
- Vegas del Genil